# Zos
Zos (llamada oficialmente Santa María de Zos) es una parroquia y un lugar del municipio español de Trasmiras, en la provincia de Orense, Galicia.

## Historia
Hacia mediados del siglo XIX, la parroquia, ya por entonces perteneciente a Trasmiras, tenía contabilizada una población de 130 habitantes. Aparece descrita en el decimosexto y último volumen del Diccionario geográfico-estadístico-histórico de España y sus posesiones de Ultramar de Pascual Madoz con las siguientes palabras:

ZOS (Sta. Maria): felig. en la prov. y dióc. de Orense (7 leg.), part. jud. de Ginzo de Limia (1 1/2), ayunt. de Trasmiras (1/2): sit. en los llanos de la Limia, con libre ventilacion y clima sano. Tiene 40 casas, y escuela de primeras letras, frecuentada por 30 niños, y dotada con 340 rs. anuales. La igl. parr. (Sta. Maria) es aneja de la de San Salvador de Villa de Rey. Confina N. Boado; E. Abavides; S. Lobaces, y O. San Pedro de La-Roa. El terreno es de buena calidad. prod.: centeno, algun trigo, patatas, legumbres y lino; hay ganado vacuno y lanar; y caza de conejos, liebres y perdices. ind.: la agrícola y telares de lienzo ordinario. pobl.: 40 vec., 130 almas. contr.: con su ayuntamiento (V.).
(Madoz, 1850, p. 672)

## Organización territorial
La parroquia está formada por una entidad de población:
- Zos

## Demografía
Gráfica demográfica del lugar y parroquia de Zos según el INE español:
| Gráfica de evolución demográfica de Zos entre 2000 y 2023 |
|                                                           |
| Datos según el nomenclátor publicado por el INE.          |